# 劉子鸞
劉子鸞（りゅう しらん、孝建3年（456年）- 景和元年9月11日（465年10月16日））は、南朝宋の皇族。始平孝敬王。孝武帝劉駿の八男。字は孝羽。

## 経歴
劉駿と殷淑儀のあいだの子として生まれた。大明4年（460年）1月、襄陽王に封じられた。東中郎将・呉郡太守に任じられた。9月、新安王に改封された。大明5年（461年）10月、北中郎将・南徐州刺史に転じ、南琅邪郡太守を兼ねた。母の殷淑儀がとくに孝武帝に愛されたこともあり、子鸞は諸子の中で最も孝武帝に可愛がられた。帝の目に留まりたい者は競って子鸞の王府に入った。
大明7年（463年）9月、子鸞は刺史のまま司徒を兼ねた。大明8年（464年）1月、撫軍将軍の号を受けた。さらに都督南徐州諸軍事の任を加えられ、中書令を兼ねた。7月、中書令・司徒の任を解かれ、持節を加えられて南徐州に赴いた。子鸞は以前から父帝の過度な愛情を受けて、兄の劉子業（前廃帝）に嫉視されていた。景和元年（465年）9月、子鸞は免官されて庶人に落とされ、死を賜った。死に臨んで「願わくは身がふたたび王家に生まれることのなきように」と側近に遺言した。同腹の弟妹たちもそろって殺害され、京口に葬られた。同年（泰始元年）12月、明帝が即位すると、使持節・侍中・都督南徐兗二州諸軍事・司徒・南徐州刺史の位を追贈された。追って始平王に改封され、秣陵県の龍山に改葬された。建平王劉景素の子の劉延年が後嗣に立てられた。

## 伝記資料
- 『宋書』巻80 列伝第40
- 『南史』巻14 列伝第4